# Крепостна стена на Стон
Крепостната стена на Стон е фортификационно съоръжение, предназначено за защита на бившия град (сега село) Стон и полуостров Пелешац в Далмация, Хърватия по суша.
Крепостната стена в най-широкото си място достига широчина от 1100 m, като за защитата на полуострова са изградени 5 крепости, свързани със стена, подсилена с 31 квадратни и 10 кръгли крепостни кули. Укреплението започва от Мали Стон в северната част на полуострова, следвайки естествения релеф на местността, откъдето достига най-високата си точка, след което се спуска към южния бряг на Велики стон или само Стон.
Укреплението е издигнато през втората половина на ХIV век. Строителството му започва през 1358 г. от Дубровнишката република с цел да защити полуостров Пелешац и Стон от нападения. Републиката закупува провлака от крал Стефан Душан през 1333 г. за 8000 перпери и 500 перпери годишен налог, известен още като Стонски доход. Специалното предназначение на крепостната стена е да брани солника на хълма, който (заедно с рибното стопанство за стриди) носи на републиката годишен доход от 15 900 дуката през 1575 г.
Крепостната стена на Стон е най-грандиозното подобно средновековно съоръжение в Европа, поради което често е сравнявана с Великата китайска стена. Общата дължина на крепостната стена, с всичките ѝ укрепления е около 5,5 км, от които до днес са запазени около 5 км с 20 кули, но продължава работата по ремонтно-възстановителните ѝ работи с цел тя да бъде възстановена изцяло в онзи вид, в който е построена първоначално през 14 век.
През Ранното средновековие непосредствено на север от тези земи се е простирала Пагания, а те са спадали към областта Захумлие, прераснала в самостоятелното владение Хум.
По силата на решение на Карловацкия конгрес откъм Босна и Херцеговина е отстъпено на Османската империя малко парче земя непосредствено на север от Стон на Адриатика - района на гр. Неум, по искане на Дубровнишката република и с цел да отдели по суша нейните владения от тези на Венецианската република в Далмация.